# Пермська духовна семінарія
Пермська духовна семінарія — вищий православний духовний навчальний заклад, заснований Єпископом Іоанном (Островським) у 1800 році в Пермі. Закрита в 1919 році, після захоплення влади більшовиками.

## Історія
Пермська духовна семінарія була утворена під керівництвом єпископа Іоанна (Островського). Відкриття семінарії відбулася 11 листопада 1800 року.
Семінарська освіта прирівнювалося до освіти гімназії, навчання тривало 6 років. Перший набір студентів склав 14 осіб. Перші студенти були переведені з Вятської і Тобольської семінарій, де раніше проходили навчання уродженці Пермської губернії. Семінарія розміщувалася в старому дерев'яному будинку, який пожертвував поміщик Медведєв.
У 1818 році при Пермській духовній семінарії було відкрито духовне трикласне училище.
У 1830 році було побудовано нову будівлю для семінарії, навпроти Спасо-Преображенського кафедрального собору. Через порушення правил будівництва та бракованих матеріалів будинок семінарії вдалося запустити в експлуатацію тільки через 10 років, після довгих ремонтів. У другій половині XIX століття в семінарії існували революційні гуртки та підпільна друкарня. Під час революції 1905—1907 років семінарія була більш, ніж на два місяці закрита через бунт учнів. У роки Кримської та Першої світової війни багато семінаристів було призвано на фронт.
Крім богословських дисциплін в семінарії викладали природні і точні науки, гуманітарні науки, древні (латинську та старогрецьку) і нові (французька, німецька) мови. Особливу увагу було приділено на підготовку місіонерів, в семінарії існував факультатив татарської мови (татари — друга за чисельністю національність в Прикам'ї), також велике значення надавалося викладання історії і викриття старообрядницького розколу. Деякий час семінаристи вивчали медицину і вчилися віспощеплення, оскільки більшість випускників надалі напрявляются на сільські парафії, де, як правило, священик був єдиною освіченою людиною.
У 1918 році була закрита більшовиками, але з приходом в місто Колчака знову була відкрита на кілька місяців. До приходу військ Колчака в Перм більшовики проводили в семінарському саду масові страти своїх супротивників. У роки Другої Світової війни була невдала спроба відродження семінарії.
Після закриття семінарії до 2003 року в її величезній будівлі розташовувалися військові навчальні заклади. Будівля була ще більш розширена. Сьогодні в колишній будівлі семінарії розміщується діловий центр «Бажов».

## Ректори семінарії
- архімандрит Парфеній Жириновський (1804—1807)
- архімандрит Іриней (1807—1812)
- архімандрит Іона Капустін (1829—1830)
- ієромонах Іоанн Оболенський (1830) в.о. ректора
- архімандрит Никодим Лебедєв (1840 — вересень 1842)
- архімандрит Антоній Радонезький (1851—1854)
- архімандрит Паладій П'янков (1854—1860)
- архімандрит Веніамін Карелін (1862—1866)
- архімандрит Олександр Хованський (1866—1868)
- архімандрит Ієронім Лаговський (1868—1879)
- архімандрит Яків Домський (1879—1883)
- Лепешинський Василь Іванович (? — 1891)
- протоієрей Микола Добронравов (1891)
- архімандрит Пімен Белоліков (1914—1916)
- єпископ Феофан Ільменський (1916—1917)
- архімандрит Матфей Померанцев (1917—1918)
- протоієрей Микола Знаміровскій (1919)